# Batrachoides manglae
Batrachoides manglae е вид лъчеперка от семейство Batrachoididae. Видът е уязвим и сериозно застрашен от изчезване.

## Разпространение
Разпространен е във Венецуела и Колумбия.

## Описание
На дължина достигат до 30 cm, а теглото им е максимум 350 g.